# Vitreorana ritae
Vitreorana ritae es una especie  de anfibio anuro de la familia de las ranas de cristal (Centrolenidae). Se distribuye por buena parte de la Amazonía, desde Ecuador y Perú hasta las Guayanas.